# Damalisc
El damalisc (Damaliscus pygargus) és un antílop que viu a Sud-àfrica i Lesotho. N'hi ha dues subespècies: Damaliscus pygargus pygargus (o Damaliscus pygargus dorcas) i Damaliscus pygargus phillipsi.
Fa entre 80 i 100 centímetres d'alçada a l'espatlla i pesa entre 50 i 90 quilograms. Té un pelatge de color castany xocolata, amb una ratlla blanca que recorre el cap de l'animal des del clatell fins al nas i que creix amb l'edat.